# Ulrike Zimmermann

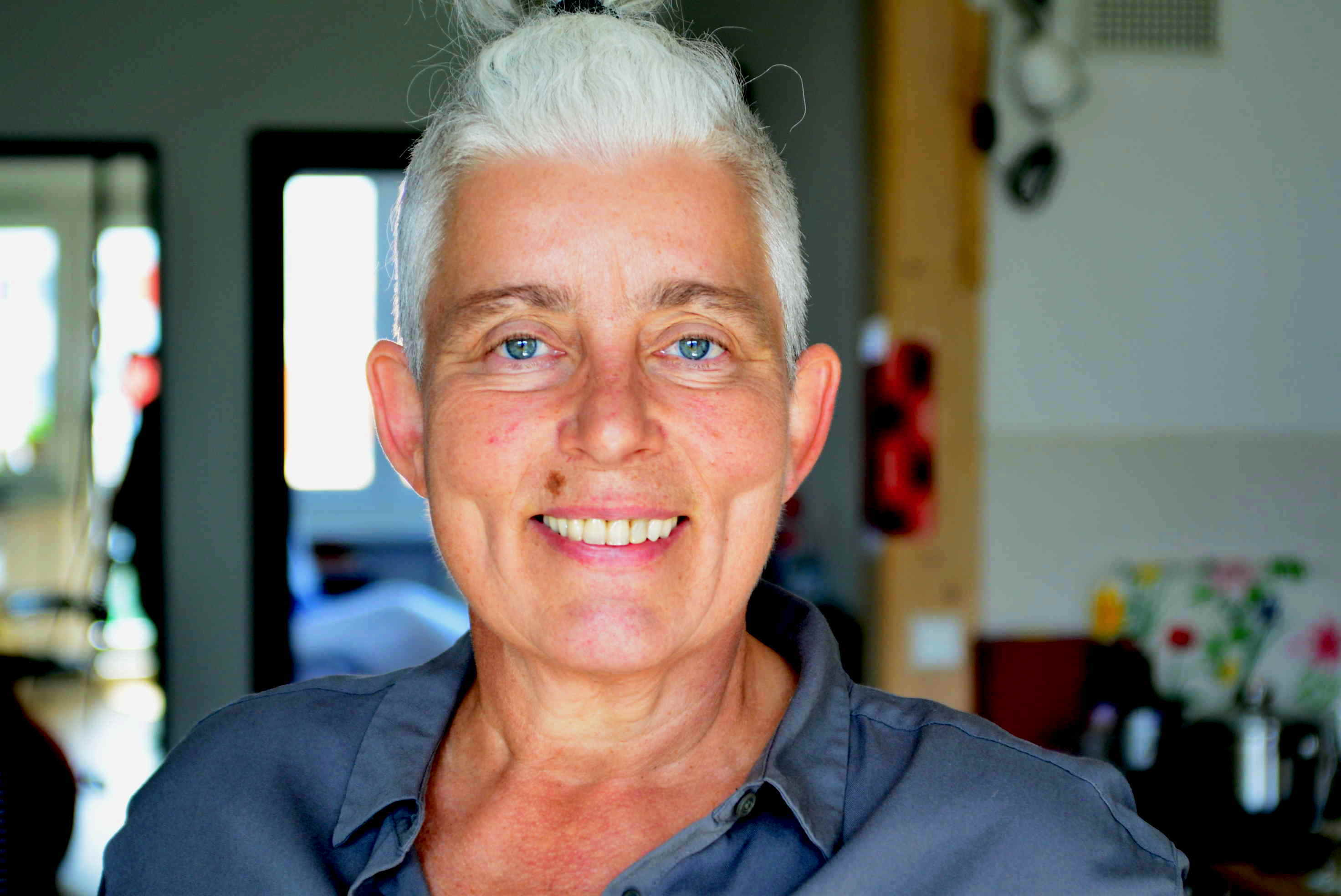
Ulrike Zimmermann (2020)

Ulrike Zimmermann (* 26. April 1960 in Hamburg) ist eine deutsche Filmproduzentin und Filmregisseurin.

## Leben
Von 1981 bis 1986 war Ulrike Zimmermann als Fotografin und Filmemacherin Teil der Produktionsgruppe des Frauenmedienladens Hamburg. Sie organisierte Frauenkinoabende und unterrichtete Videotechnik für Anfängerinnen. 1981 nahm sie parallel zunächst ein Studium der Soziologie an der Universität Hamburg auf und wechselte dann 1983 an die Hochschule für Bildende Künste Hamburg, die sie 1988 mit einem Diplom im Fachbereich Visuelle Kommunikation bei Gerd Roscher abschloss. Ihre Abschlussarbeit war die Videoarbeit Die erregte Frau in der Videothek über die Darstellung weiblicher Lust in der zeitgenössischen Pornografie.
Im Jahr 2001 absolvierte sie eine Produzenten-Ausbildung des Netzwerks der European Audiovisual Entrepreneurs (EAVE). Sie ist seitdem dort mit ihrer Firma MMM Filmproduktion Mitglied. Daneben ist sie seit 2025 Mitglied bei Freelens, dem Berufsverband für Fotografen und Fotojournalisten.

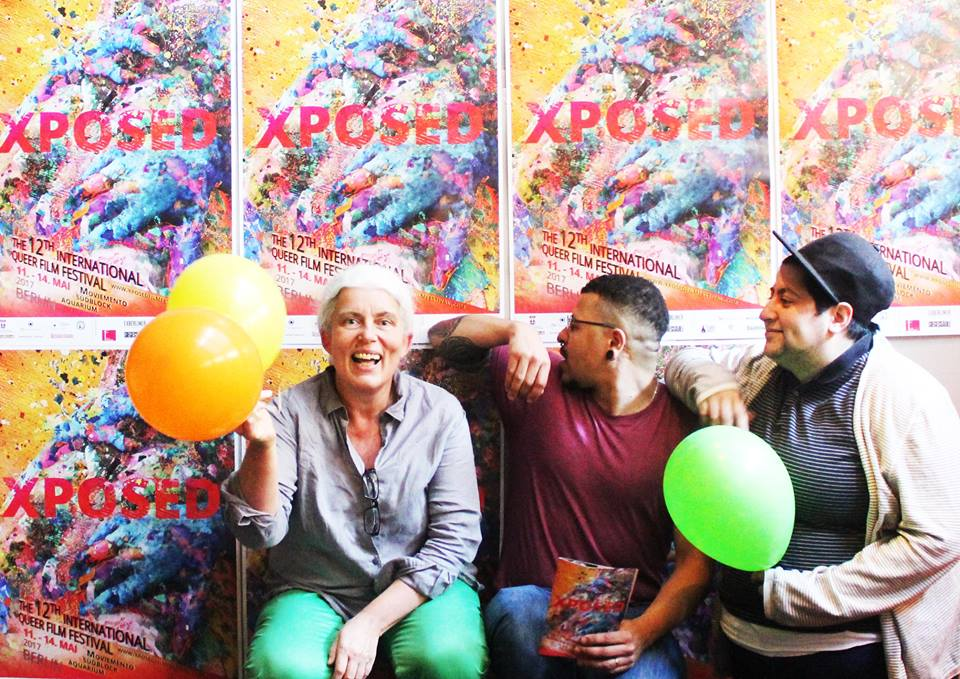
Jury des Xposed Queer Film Festival Berlin 2017: Ulrike Zimmermann, Jasco Viefhues und Zoya (vlnr).

Von 2011 bis 2023 betrieb sie das Video-Label Lauramedia, zunächst um den deutschsprachigen DVD- und VoD-Vertrieb eigener Filmproduktionen zu gewährleisten, später kam in Kooperation mit der Filmemacherin Claudia Richarz die Veröffentlichung von Dokumentar- und Lehrfilmen hinzu, die sich mit kontroversen feministischen Themen, Sexualität, Sexological Bodywork und kreativer Sexarbeit beschäftigten.
Ulrike Zimmermann war Jurymitglied bei der Preisvergabe verschiedener Filmfestivals, darunter 1986 beim Deutschen Wettbewerb der Internationalen Kurzfilmtage Oberhausen, 1994 zusammen mit Wieland Speck bei den Lesbisch-Schwulen Filmtagen Hamburg, 2014 beim Pornfilmfestival Berlin und 2017 für den Lolly Award des Xposed Queer Film Festivals Berlin.

## Werk
Als Kamerafrau arbeitete Ulrike Zimmermann für Claudia Richarz (Fortunella, 1980) und Nina Rippel (Drei Unterwasserstücke mit Cello). 1985 drehte sie die Videopassagen für Monika Treut und Elfi Mikesch beim Film Verführung: Die grausame Frau.
Ulrike Zimmermann engagiert sich seit den Anfängen ihrer Karriere für die Enttabuisierung von Pornografie und für klischeefreie Bilder weiblicher Lust im Film. Zwischen 1986 und 1990 reiste sie durch den deutschsprachigen Raum, um der damaligen PorNO-Kampagne ein inhaltliches Gegengewicht zu bieten. Mit ihrem Vortragsprogramm Die erregte Frau in der Videothek – Pornografie für Anfängerinnen präsentierte sie Beispiele aus verschiedenen pornografischen Genres, pornografische Filme von Frauen und feministische Pornografie. Damit trug sie zur Versachlichung der damaligen Pornografiedebatte bei. Sie erhielt Einladungen zu zahlreichen Veranstaltungen im deutschsprachigen Raum und publizierte in den ersten deutschsprachigen Beiträgen zum Thema Frauen und Pornografie.
1989 gründete sie ihre eigene Produktionsfirma unter dem Namen MMM Filmproduktion. Mit MMM Film produzierte Ulrike Zimmermann bis 2017 Spielfilme und Dokumentarfilme für das internationale Kino, darunter zwei Spielfilme von Angelina Maccarone, Fremde Haut und Verfolgt, sowie Das Problem ist meine Frau von Calle Overweg, die mit zahlreichen Preisen ausgezeichnet wurden. Von 1992 bis 2001 arbeitete sie als freie Produktions- und Herstellungsleiterin für internationale Kinofilme in den Vereinigten Staaten und in Deutschland. Von 1989 bis 1994 kooperierte sie in Wien mit Mara Mattuschka und als Produzentin im Bereich der Videokunst.
2008, bei Dreharbeiten im Irak, wurde Ulrike Zimmermann nach eigenen Aussagen auf das Thema Genitalverstümmelung aufmerksam. Sie wollte in einem Dokumentarfilm ihrer eigenen Ambivalenz zum Thema Modifikationen des äußeren weiblichen Genitals von der Schönheitsoperation bis zur Genitalverstümmelung nachgehen. Nachdem Filmförderungen und deutsche Sender das Thema abgelehnt hatten, produzierte sie den Dokumentarfilm Vulva 3.0 aus eigenen Mitteln. Die Regie führte sie zusammen mit Claudia Richarz. Der Film hatte seine Uraufführung im Jahr 2014 bei den 64. Internationalen Filmfestspielen Berlin.
Im Jahr 2021 initiierte sie in Berlin die Konferenz Fuck for Future mit dem Ziel, „ein Bewusstsein für die Notwendigkeit des Sexuellen (im Film) zu schaffen und einen Beitrag zur Versachlichung der Debatten um Zensur und Jugendschutz zu leisten.“

## Filmografie (Auswahl)

### Regie
- 1983: La Triviata (mit Claudia Richarz)
- 1986: Touristinnen – über und unter Wasser
- 1989: Die erregte Frau in der Videothek
- 1991: Venus 220 Volt – Lust im Haushalt
- 1992: Showdown mit GeMi
- 2009: Lakota Way
- 2014: Vulva 3.0 zwischen Tabu und Tuning (mit Claudia Richarz)
- 2014: Reich werden im Irak – Kapitalismus für Anfänger
- 2017: Annies Life and Work as a Metamorphosexual Sex Worker
- 2016: Ritual for the Whores (Annie Sprinkle)

### Produktion
- 1993: S.O.S. Extraterrestria, Regie: Mara Mattuschka
- 1993: Beauty and the Beast, Regie: Mara Mattuschka
- 1994: Madame Suvlaki ist Babylon, Regie: Mara Mattuschka
- 2003: Das Problem ist meine Frau, Regie: Calle Overweg
- 2003: Stockholm – 75, Regie: David Aronowitsch (Co-Produzentin)
- 2004: Ystäväni Henry, Regie: Auli Mantila (Co-Produzentin)
- 2005: Fremde Haut, Regie: Angelina Maccarone
- 2006: Verfolgt, Regie: Angelina Maccarone
- 2007: Der Weiße mit dem Schwarzbrot, Regie: Jonas Grosch
- 2009: Anne Clark Live, Regie: Claus Withopf
- 2010: Ciencias Morales, Regie: Diego Lerman (Co-Produzentin)

### Kamera
- 1980: Fortunella, Regie: Claudia Richarz
- 1985: Drei Unterwasserstücke mit Cello, Regie: Nina Rippel
- 1985: Verführung: Die grausame Frau, Regie: Elfi Mikesch, Monika Treut (Videokamera)
- 1985: Free Fucking (Performance-Dokumentation Krista Beinstein)
- 1989: Sechs wie Pech und Schwefel, Regie: Kremfresch privat

### Produktions- und Herstellungsleitung
- 1992: Rote Ohren fetzen durch Asche (Flaming ears), Regie: Ashley Hans Scheirl
- 1996: Die Mutter des Killers, Regie: Volker Einrauch, Produktion: Hermine Huntgeburth
- 1997: Circle’s short Circuit, Regie: Caspar Stracke
- 1998: Muttertier-Muttermensch, Regie: Helke Sander
- 1999: Nessun Dorma – No One sleeps, Regie: Jochen Hick
- 2001: Dorf, Regie: Helke Sander

## Auszeichnungen (Auswahl)
Das Problem ist meine Frau
- 2003: 3sat Preis Duisburger Filmwoche in der Kategorie Bester Dokumentarfilm[18]

Verfolgt
- 2006: Goldener Leopard in der Kategorie Bester Film im Wettbewerb Cinéastes du Présent, Locarno Film Festival

Fremde Haut
- 2005: Hessischer Filmpreis
- 2006: Goldene Aphrodite in der Kategorie Bester Film beim Cyprus Film Festival[19]

## Publikationen
- mit Conny E. Voester: Videovertrieb in der Bundesrepublik Deutschland. Edition Black Box, Hamburg 1988, ISSN 0935-204X.
- Ein Beitrag zur Entmystifizierung der Pornografie. Auszüge aus einem Gesprächsprotokoll. In: Claudia Gehrke (Hrsg.): Frauen und Pornografie. Konkursbuch Verlag Claudia Gehrke, Tübingen 1988, ISBN 978-3-88769-034-2, S. 123–144.
- Die erregte Frau in der Videothek. In: Karin Rick und Sylvia Treudl (Hrsg.): Frauen – Gewalt – Pornographie: Dokumentation zum Symposion. Wien, Wiener Frauenverlag 1989, ISBN 978-3-900399-29-0, S. 141–156.
- Populäre Sexkomödien im Privatfernsehen: „Alpiner Depp trifft vollbusiges Stadtmädel“. In: WoZ – Die Wochenzeitung. 10. Jahrgang. 11. Januar 1991. Nr. 1/2, S. 19.